# Interrupção do acasalamento
A interrupção do acasalamento é uma técnica de manejo de pragas projetada para controlar certas pragas de insetos, introduzindo estímulos artificiais que confundem os indivíduos e interrompem a localização do parceiro e/ou o namoro, impedindo o acasalamento e bloqueando o ciclo reprodutivo. Geralmente envolve o uso de feromônios sexuais sintéticos, embora outras abordagens, como interferir na comunicação vibracional, também estejam sendo desenvolvidas.

## História
La confusion sexuelle ou interrupção do acasalamento foi discutida pela primeira vez pelo Institut national de la recherche agronomique em 1974 em Bordéus, França.
Os vinicultores da França, Suíça, Espanha, Alemanha e Itália foram os primeiros a usar o método para tratar as videiras contra as larvas do gênero de mariposas Cochylis.